# Vicente Vidal
Vicente Vidal, es una marca de patatas fritas que actualmente pertenece a Grupo Apex. Fue fundada por Vicente Vidal y su esposa, Mercedes Catalayud en el año 1931, en la localidad de Benifayó, Valencia. Hoy en día, su comercialización se ha extendido por toda España.

## Historia
La marca comenzó en el bajo de la vivienda familiar de Vicente Vidal, por el año 1931, en la localidad valenciana de Benifayó. Trabajaba de albañil y portero de cine, al mismo tiempo que freía churros y patatas a altas horas de la madrugada.
Sin embargo, durante la Guerra Civil Española cesó la producción de patatas hasta 1940. Pero por aquel entonces obtener aceite para freír era muy complicado, por lo que tenía que transportarlo a escondidas.
Años más tarde, entre 1950 y 1960, con ayuda de dos de sus hijos (tendría tres en total), volvería a vender patatas y se extendería a los pueblos cercanos de Sila, Sollana, Almusafes, etc. Hasta llegar a la capital, Valencia.
Entre 1950 y 1960, la empresa creció con ayuda de sus dos hijos mayores, y empezaría la expansión del producto por los pueblos cercanos a Benifayó: Silla, Sollana, Almusafes, y demás, hasta llegar a Valencia capital.
En 1978 abrió su primera fábrica en Benifayó, que facilitaba y aumentaba considerablemente su producción. Empezó además a cultivar sus propias patatas, pero no por mucho tiempo, ya que en el año 2000 dejaron de cosecharlas y empezaron a comprárselas a otros productores para garantizar su calidad. La tercera generación se empezó a incorporar en el año 1987 llegando a triplicar la facturación hasta los 22 mm de euros. En el año 2001 inauguraron las nuevas instalaciones de 20.000 m2 con más de 100 empleados.
En el año 2011, decidieron venderla a la fundación Apex, que tiene sede en Ribaforada, Navarra.

## Productos

### Patatas fritas
- Patatas fritas Vicente Vidal: Las clásicas de toda la vida, elaboradas con la receta tradicional, fritas en sartén y con el auténtico sabor de nuestra tierra. Sabrosas, crujientes y únicas.
- Onduladas: Nuestras patatas fritas de siempre onduladas. Sabrosas, crujientes y únicas.
- Onduladas corte rústico. Las patatas fritas de siempre con corte rústico. Sabrosas, crujientes y únicas.
- Aceite de oliva: el sabor natural y puro se consigue con unas patatas fritas elaboradas con aceite de oliva 100% destinadas a aquellos que buscan la máxima calidad y sabor.
- Gran selección: las patatas fritas más exclusivas de Vicente Vidal. Pruébalas y podrás apreciar su exquisito sabor, su corte más grueso y su exacto grado de sal.
- Churrería Santa Clara: una vuelta al pasado rescatando las patatas fritas elaboradas siguiendo la receta tradicional arraigada de nuestras costumbres y consiguiendo un sabor inolvidable.
- Caseras: prueba el sabor inconfundible de unas patatas creadas con la intención de evidencia del sabor de las patatas con el sabor más original y propio de aquellos que aprecian lo verdadero.
- Sin sal añadida: la mejor opción para aquellas personas que consumen productos sin sal añadida, y que no quieren perderse el sabor indiscutible de las patatas fritas Vicente Vidal.
- Guarnición: Acompaña tus mejores platos con unas patatas fritas pensadas para convertiste en el complemento ideal de cualquier creación culinaria. Sorprende a los tuyos.

### Sabores
- Ajo y perejil: descubre las patatas fritas con uno de los sabores tradicionales más genuinos gracias al toque especial del ajo y el perejil: una mezcla de sabores espectacular.
- Barbecue (barbacoa): sumérgete en el verdadero sabor a salsa barbacoa con estas patatas fritas y recuerda aquellas barbacoas de antaño
- Chorizo: prueba las patatas fritas en corte rústico y con uno de los sabores más emblemáticos de nuestra tierra como es el chorizo. Un sabor realmente singular.
- Jamón: patatas fritas con uno de los sabores más populares y característico de nuestra tierra como es el jamón y con corte rústico para hacerlas más crujientes.
- Queso Mediterráneo: disfruta del sabor del queso Mediterráneo más auténtico con estas patatas fritas onduladas, un placer indiscutible para todos los amantes del queso.
- Pimienta negra. Saborea el toque picante de nuestras patatas fritas con sabor a pimienta negra y corte rústico.
- Allioli: déjate atrapar por el indiscutible sabor alioli de estas patatas fritas, con uno de los sabores más ligados a nuestra tierra.
- Paprika: patatas fritas dedicadas para aquellos a quienes les gusta disfrutar de sabores nuevos e intensos.
- Cheese & Onion(Queso y cebolla): una combinación perfecta para aquellos que saben apreciar el sabor del queso y la cebolla. Unas patatas fritas pensadas para ofrecer un sabor insuperable.
- Salt & Vinegar (Sal y vinagre): patatas fritas con un toque equilibrado de sal y vinagre. Para los amantes de las patatas con personalidad propia.

### Crisp for the world
En esta categoría encontramos patatas de diferentes lugares del mundo. 
- Tokio Style, con salsa teriyaki.
- Paris Style, a la crema de setas.
- Rio de Janerio Style, sabor a taco mexicano.
- Jalisco Style, con pimienta negra y un toque de lima.

### Marinas
- Sal marina de Formentera
- Sal marina de Formentera y aceite de oliva.
- Sal marina de Formentera, pimienta y vinagre balsámico.

### Snacks
- Patatas fritas Slight: Con menos absorción de aceite que las patatas normales.
- Cocktail Vicente Vidal: disfruta de un aperitivo con formas y sabores diferentes con los snacks Cocktail de Vicente Vidal.

## Ingredientes
Elaboradas únicamente con productos españoles y fritas en sartén, al estilo tradicional, con aceite de girasol o de oliva, dependiendo del producto.

## Nutrición
Contienen un bajo índice glucémico, carbohidratos, vitamina B6 y altas cantidades de hierro y cobre.